# Cerodontha hirtae
Cerodontha hirtae är en tvåvingeart som beskrevs av Nowakowski 1967. Cerodontha hirtae ingår i släktet Cerodontha och familjen minerarflugor.
Artens utbredningsområde är Kalifornien. Inga underarter finns listade i Catalogue of Life.